# راسيل كينغ
راسيل كينغ هو طبيب وسياسي كندي، ولد في 29 أبريل 1940 في كندا. حزبياً، نشط في الجمعية الليبرالية لنيو برونزويك ‏. وقد انتخب عضو الجمعية التشريعية لنيو برونزويك ‏.